# Дронов Георгій Олександрович
Георгій Олександрович Дронов (рос. Георгий Александрович Дронов; нар. 7 квітня 1971, Москва, РРФСР, СРСР) — російський актор театру та кіно, режисер. Переважно відомий за зйомками у серіалах «Саша+Маша» та «Вороніни», а також роллю Толіка у фільмі «Нічний дозор» і його продовженні.
Путініст. Підтримує путінський режим та війну Росії проти України.

## Біографія
Георгій Олександрович Дронов народився 7 квітня 1971 в Москві. 1992 року закінчив Московський державний інститут культури (факультет режисури), потім Вище театральне училище імені М. С. Щепкіна (акторський факультет, майстерня В. Коршунова) (1996).
З 1998 по 2001 рік працював в театрі «На Юго-Западє». В 2001—2005 роках був актором Державного академічного Малого театру. З 2005 року — актор «Незалежного театрального проекту».
Широку популярність акторові принесла роль Саші в телесеріалі «Саша+Маша». В 2006 Георгій Дронов спробував себе як режисер, знявши серіал «Щасливі разом». З 2009 року — актор серіалу «Вороніни».
Був одружений з телеведучою Тетяною Мірошниковою. Зараз одружений з Ладою Дроновою, є дочка Аліса.
Георгій Дронов — амбідекстер.

## Громадянська позиція
Підтримує путінський режим та війну Росії проти України. В одному зі своїх інтерв'ю 2022 року публічно підтримав війну в Україні, сказавши: «В нашій [в росії] країні багато патріотів: солдати та офіцери захищають Донбас, не шкодуя свого життя. Я за денацифікацію України, адже знаю, що нацизм там є».

## Ролі в театрі

### Театр на Юго-Западє
- «Ромео та Джульєтта», В. Шекспір — Ромео
- «Дракон», Є. Шварц — Генріх
- «Макбет», В. Шекспір — Флінс
- «Одруження», М. Гоголь — Підкольосин
- «Шинкарка», К. Гольдоні — кавалер Ріппафрата

### Малий театр
- «Правда добре, а щастя найкраще», О. Островський — Никандр Мухояров
- «Весілля, весілля, весілля», А. Чехов — телеграфіст Ят
- «Хроніка палацового перевороту», Г. Турчина — Шинкар
- «Наталка Полтавка», Д. Фонвізін — Слуга
- «Хроніка палацового перевороту», Г. Турчина — Барятинский
- «Князь Срібний», О. Толстой — Кат
- «Скажені гроші», О. Островський — Капельмейстер, Горожанин
- «Цар Борис», О. К. Толстой — Стрілець, Стражник
- «Снігова королева», Є. Шварц — Принц Клаус
- «На всякого мудреця достатньо простоти», О. Островський — Курчаєв
- «Зусилля любові», В. Шекспір — Бірон
- «День на день не доводиться», О. Островський — Перцов

### Незалежний театральний проект
- «Боїнг-боїнг», Марк Камолетті — Бернар
- «Госпіталь Мулен Руж», Дані Лоран — П'єр
- «Дикун forever», Роб Бейкер — Дикун
- «Ножиці», Дайнюс Казлаускас — Микола

### Театр— продюсерська група
- «Три Подушки» — Фарятьєв

## Фільмографія
- 1992 — На Дерибасівській гарна погода, або На Брайтон-Біч знову йдуть дощі — газетяр
- 1994 — Стомлені сонцем — танкіст
- 1996 — Московські канікули — міліціонер
- 1999 — Сибірський цирульник — юнкер
- 2001 — Зупинка на вимогу — (серіал) 2 сезон — робітник на будівництві
- 2001 — П'ятий кут — невідомий
- 2002 — Моя межа — прапорщик Ватних
- 2002 — Шукшинські розповіді (новела «Інше життя») — Мишко
- 2003 — 2006 — Саша+Маша (серіал) — Саша
- 2003 — Курорт особливого призначення — Веня Колпаков
- 2004 — Нічний дозор —Толік, аналітик Нічного Дозору
- 2005 — Сатисфакція — Штольц
- 2006 — Денний дозор —Толік, співробітник Нічного Дозору
- 2006 — І все-таки я люблю (серіал) — Володя
- 2006 — Дикуни — Роберт
- 2007 — Скажена —Толян
- 2007 — Найкращий фільм — епізод
- 2008 — Мимра — Володимир
- 2008 — І все-таки я люблю — Володя
- 2009 — 220 вольт любові — Ігор Вікторович Самойлов/Денис Бояркін
- 2009 — Крем — Тимофій Іванович Матроскін
- 2009 — Синдром Фенікса — Гена Количев, «Гоша»
- 2009 — 2017 — Вороніни — Костя Воронін
- 2010 — Невдаха.Net — Алескандр Новгородцев, винахідник
- 2011 — 2012 — Молодята — Костя Воронін
- 2012 — Не плач по мені, Аргентина — Харін
- 2014 — Все спочатку — Геннадій
- 2014 — Пляж — Андрій Гошко

## Озвучування
- 2006 — 2008 — Щасливі разом — пес Барон
- 2006 — Астерікс та Вікінги — Простопнікс

## Режисер
- 2006 — 2012 — щасливі разом
- 2009 — 2013 або 2014 — Вороніни